# Megalo Kai Mikro Livari - Delta Xeria - Ydrochares Dasos Ag. Nikolaou - Paraktia Thalassia Zoni
Megalo Kai Mikro Livari - Delta Xeria - Ydrochares Dasos Ag. Nikolaou - Paraktia Thalassia Zoni este o arie protejată (arie specială de conservare — SAC, sit de importanță comunitară — SCI) din Grecia întinsă pe o suprafață de 501,29 ha, integral pe uscat.

## Localizare
Centrul sitului Megalo Kai Mikro Livari - Delta Xeria - Ydrochares Dasos Ag. Nikolaou - Paraktia Thalassia Zoni este situat la coordonatele 39°00′05″N 23°07′29″E / 39.001271°N 23.124708°E.

## Înființare
Situl Megalo Kai Mikro Livari - Delta Xeria - Ydrochares Dasos Ag. Nikolaou - Paraktia Thalassia Zoni a fost declarat sit de importanță comunitară în august 1996 pentru a proteja 7 specii de animale. Situl a fost protejat și ca arie specială de conservare în martie 2011.

## Biodiversitate
Situată în ecoregiunile marină mediteraneană și mediteraneană, aria protejată conține 12 habitate naturale: Bancuri de nisip acoperite în permanență slab de apă marină, Straturi cu Posidonia (Posidonion oceanicae), Lagune de coastă, Vegetație anuală la limita mareei, Salicornia și alte specii anuale care populează regiunile mlăștinoase și nisipoase, Pășuni mediteraneene udate de apa mării (Juncetalia maritimi), Tufărișuri halofile mediteraneene și termo-atlantice (Sarcocornetea fruticosi), Dune mobile cu vegetație embrionară, Dune mobile de-a lungul țărmului cu Ammophila arenaria („dune albe”), Râuri mediteraneene cu debit intermitent, cu specii de Paspalo-Agrostidion, Păduri de Platanus orientalis și Liquidambar orientalis (Platanion orientalis), Păduri mixte riverane de Quercus robur, Ulmus laevis și Ulmus minor, Fraxinus excelsior sau Fraxinus angustifolia, de-a lungul marilor râuri (Ulmenion minoris).
La baza desemnării sitului se află mai multe specii protejate:
- mamifere (1): vidră de râu (Lutra lutra)
- reptile (6): șarpele cu patru dungi (Elaphe quatuorlineata), țestoasa de baltă (Emys orbicularis), Mauremys rivulata, Testudo graeca, țestoasă bănățeană (Testudo hermanni), elaphe situla (Zamenis situla)

Pe lângă speciile protejate, pe teritoriul sitului au mai fost identificate 2 specii de amfibieni, 1 specie de nevertebrate, 9 specii de reptile.